# 沙辛 (葡萄牙堂区)
沙辛是葡萄牙布拉干萨区的一个堂区。总面积19.42平方公里，总人口341人，人口密度17.6人/平方公里。